# Prolophosia petiolata
Prolophosia petiolata är en tvåvingeart som beskrevs av Townsend 1933. Prolophosia petiolata ingår i släktet Prolophosia och familjen parasitflugor. Inga underarter finns listade i Catalogue of Life.